# Roc Brasilià
Roc Brasilià (de vegades citat com a Roche Brasiliano Rock, Roc, Roque, Brazilliano) (Groningen, c. 1630 – desaparegut c. 1671), va ser un pirata neerlandès. La seva carrera en la pirateria transcorre des de 1654 fins a la seva desaparició el 1671. Tot i que el seu nom veritable s'ha perdut per la història, és conegut pel seu renom. Roc Brasilià és un dels pirates representats al joc Sid Meier's Pirates!.

## Biografia
Roc Brasilià va ser un dels pirates holandesos més temuts al Carib. Poc se sap dels primers anys de la Roca, llevat que va néixer a Groninga, als Països Baixos, i que a una edat primerenca es mudà a un establiment holandès al Brasil. Els portuguesos van capturar la colònia alguna vegada entre 1650-1655, moment en què, ja sent un jove, es va traslladar a Jamaica, on es va unir als bucaners locals com a mariner comú. Com que era un home valent i un bon marí, Brasilià es va fer popular entre els seus companys pirates, entre els quals es va guanyar el sobrenom de "roca brasilera". En poc temps el van elegir capità de la seva pròpia embarcació, un vaixell robat a altres pirates.
Va ser un bucaner singularment cruel que va operar des de Port Royal, a Jamaica. Era corsari a Bahia, Brasil, abans d'anar a Port Royal el 1654. Va liderar un motí i va adoptar la vida de bucaner, capturant galions espanyols ricament carregats de tresors. Durant la primera part de la seva carrera com a pirata va saquejar al voltant del Golf de Mèxic, tornant a Port Royal (Jamaica) per reparar els vaixells i proveir-se d'aliments i municions.
La seva carrera es va veure truncada temporalment, quan els espanyols van aconseguir capturar i portar-lo a Campeche, localitat on havia causat estralls especialment a causa del saqueig dels vaixells que la proveïen. El governador de la ciutat va decretar la seva execució, però el pirata era molt llest, i va aconseguir falsificar una carta del Governador General de Nova Espanya, ordenant que no l'executés. Llavors, el governador de Campeche el va enviar a Espanya, sota jurament de no tornar a exercir la pirateria. Una vegada a Espanya, va trencar la seva promesa i va tornar al Carib, va comprar un nou vaixell al seu col·lega pirata François l'Ollonais i es va dedicar a atacar de nou els vaixells espanyols en venjança pel seu captiveri. Va estar navegant més tard en companyia de Henry Morgan entre altres amics seus pirates. Pràcticament el rastre de les seves operacions es perd en aquesta etapa de la seva vida. No se sap què va ser d'ell, potser es retirà del seu «ofici», oblidat per tots, o potser el van capturar i executar, tot i que ningú no va informar mai haver-lo capturat o haver enfonsat el seu vaixell.